# Каменная балка (стоянка)
Каменная балка — стоянка позднего палеолита, расположенная близ хутора Недвиговка Мясниковского района Ростовской области в урочище одноимённой реки.
Памятники комплекса этих стоянок древнего человека относятся к каменнобалковской культуре.

## История
Различают площадки Каменная балка 1 (14,5 тыс. лет до нашей эры, существовала в холодный, но влажный период с обилием леса) и Каменная балка 2 (15,5—16 тыс. лет до нашей эры, её заселение связано с временным улучшением климата в Северном Приазовье).
Памятники балки Каменной были открыты М. Д. Гвоздовер в 1957 году. Уже начиная с 1958 года она возглавила постоянную работу Ростовской палеолитической экспедиции НИИ и Музея Антропологии МГУ, которая продолжала раскопки этих памятников по 1971 год. Многослойный памятник верхнего палеолита Северного Приазовья Каменная Балка Стоянка Каменная Балка 1 исследовалась с перерывами с 1957 по 2005 годы. Существует стоянка Третий Мыс, названная Каменная балка 3, которая также была обнаружена Марианной Гвоздовер в 1962 году. С 1990 года исследования стоянки Третий Мыс, начатые Гвоздовер, ведёт Нижнедонская археологическая экспедиция Государственного Исторического Музея под руководством Н. А. Хайкуновой.
Основные литологические пласты (пачки) Каменной балки различаются в основном по окраске: буровато-палевый, палевый, бурый, красновато-бурый, зелёный. Стоянка имеет три культурных слоя:
- В самой верхней части бурой пачки располагается нижний культурный слой стоянки, мощность которого около 10 см. Возраст слоя оценивается в 18—20 тыс. лет.
- В нижней части палевой пачки находится основной культурный слой мощностью 15—20 см. Его возраст определяется в интервале от 13—15,7 тыс. лет.
- В нижней части буровато-палевой пачки находится верхний культурный слой с находками на уровне залегания в 15—25 см. Его возраст оценивается в 12—13 тыс. лет.

Стоянка Каменная Балка 1
Стоянка Каменная Балка I исследовалась с перерывами с 1957 по 2005 гг., раскопками вскрыта практически вся территория стоянки (более 500 м²) Это небольшое по площади поселение существовало относительно недолго, возможно 2 сезона, о чём свидетельствует общий характер культурного слоя и чёткая структура стоянки.
Стоянка Каменная Балка 2
Стоянка Каменная Балка II является опорным памятником каменнобалковского комплекса стоянок. На памятнике представлены три культурных слоя, являющихся остатками трёх разновременных верхнепалеолитических поселений. Все слои разделены чёткими стерильными прослойками мощностью 25—40 см, мощность которых зависит от характера палеорельефа.
Нижний (третий) культурный слой Каменной Балки II — самое древнее поселение каменнобалковской культуры. Он был выделен и прослежен М. Д. Гвоздовер при раскопках в 1959—61 гг.
Лишь в 2000 году, когда раскопки вновь разместились в северной и северо-восточной части памятника, появился нижний культурный слой. Немногочисленные фрагменты кремня и кости залегали ниже основного слоя на 10—35 см и образовывали выдержанный в высотном отношении уровень находок.
КБ II (основной слой) — самое большое поселение для каменнобалковской культуры из исследованных в настоящее время. На нём прослежено не менее 7 жилых комплексов, похожих по внутренней организации на те, что были исследованы на Каменной Балке I. Некоторые из них существовали одновременно, что подтверждается данными ремонтажа (Рис.8). Кроме жилых объектов здесь существовали обширные производственные зоны, отделённые от жилых участков. «Жилые площадки» и производственные зоны отличаются друг от друга по составу и характеру находок, на жилых площадках значительно выше процент орудий и их обломков, и, как правило, гораздо меньше следов грубых операций по первичному расщеплению камня. Иногда близ очагов или предполагаемых стенок жилищ обнаруживаются небольшие ямки, содержащими запасы хороших, отобранных, кремневых заготовок или просто расщепленного кремня — т. н. «клады».
На производственных зонах преобладают продукты первичного расщепления и последующей работы с нуклеусом. В некоторых скоплениях крупных фрагментов кости можно наблюдать повышенную концентрацию резцов и резцовых отщепков, а также массивных скребков, что можно объяснить локализацией на таких участках обработки кости. Некоторые производственные участки «обслуживали» несколько жилых площадок, что показывают данные ремонтажа и говорит об их одновременном существовании.
В юго-западной части поселения был обнаружен необычайный объект — большое овальное костное скопление — (150 70 40 см), состоящее из крупных определимых костей лошади и бизона, которое было целиком окрашено ярко-красной охрой. Состав скопления отличался особой отсортированностью — здесь представлены только кости черепа и конечностей. Внутри окрашенной массы костей были обнаружены проколка и микропластинка с притупленным краем, сделанные из горного хрусталя и несколько чешуек из того же материала. Необычность этого скопления позволяет предполагать его неутилитарный характер.
Всё это свидетельствует о том, что планировка поселения была сложной. Как показывают наши гео-геоморфологические исследования, древние жители использовали формы палеорельефа для разделения различных по своему назначению частей стоянки.

Особенностью основного культурного слоя является и абсолютное преобладание боковых ретушных форм среди резцов, сделанных на стандартизованной заготовке, наличие двусторонних тронкированных пластин, значительное разнообразие форм концевых скребков, при отсутствии кареноидных типов. Похожие характеристики каменного инвентаря отмечаются в материалах Каменной Балки I и среднего слоя стоянки III Мыс. Именно их мы можем с большой долей уверенности считать однокультурными (то есть принадлежащими каменнобалковской культуре).

Стоянка Каменная Балка 3
Третий Мыс (Каменная Балка III) была обнаружена М. Д. Гвоздовер в 1962 г. и исследуется с некоторыми перерывами 25 сезонов. За это время исследовано более 450 м². С 1990 года исследования стоянки Третий Мыс, начатые М. Д. Гвоздовер в 1968 г и продолжавшиеся до 1970 г., ведёт Нижнедонская археологическая экспедиция Государственного Исторического Музея под руководством к. и. н. Н. А. Хайкуновой.
Область распространения памятников каменнобалковской культуры и близких ей индустрий — дельта Дона и северо-восточное побережье Азовского моря. Длительность бытования культуры в этом регионе — не менее 3 000 — 4 000 лет (17 000 — 13 000). Феномен столь долгого обживания одного района одной культурной общностью несомненно очень интересен. Так как природные условия в течение позднего неоплейстоцена менялись довольно резко, то и в задачи исследования входит изучение стратегии и тактики жизнеобеспечения древних коллективов на фоне меняющихся условий обитания. Каменнобалковские памятники представляют собой отличный полигон для разработки методик создания различного рода реконструкций систем природопользования. Одним из примеров таких палеореконструкций может служить модель района регулярного посещения жителей стоянки Каменной Балки II во время существования второго (основного) культурного слоя, построенная при учёте всех данных, полученных, как в результате естественно-научных (включающих геологогеоморфологическое, палеозоологическое, палеоботаническое палеопедологическое направления), так и археологических исследований
Район регулярного посещения, определяющийся размерами средней дневной охотничьей или собирательской вылазки, включал в себя часть аллювиальной пойменной равнины палео-Дона и прилегающую к ней с севера полого холмистую правобережную возвышенность. Эта возвышенность объединяет древние (плиоценовые) водоразделы, ограничивающие бассейн балки Каменной и расположенное между ними широкое днище, в которое углублён узкий плейстоценовый врез верхнего и среднего течения современной балки. Можно предполагать, что общая площадь этой территории вряд ли превышала 150—200 км². Стоянка Каменная Балка II в эпоху формирования второго культурного слоя возвышалась над руслом Дона на 50—60 м (современная высота — 35 м), поэтому с неё открывался прекрасный обзор прилегающих с юга и юго-востока террасовых и пойменных равнин. Вполне вероятно, что это обстоятельство играло не последнюю роль в выборе места для базовой стоянки. С северной стороны к стоянке была близка узкая лощина среднего течения балки Каменной и широкая лощина правого притока балки — оврага Большого, скорее всего обводненного. Учитывая наличие обширных возвышенных равнин по обоим бортам балки, можно предположить большое разнообразие вариантов для охотничьей и собирательской деятельности.
Очень важный вопрос для любого поселения — наличие источников воды. Судя по проведённым исследованиям, водоток постоянно проходил в основном русле балки Каменной, но, кроме него, по-видимому, были обводнены и правобережные притоки балки, которые находились не далее, чем в 300—500 м от самой стоянки. Таким образом, можно говорить о том, что источники воды постоянно были в непосредственной близости от стоянки/стоянок.